# Мурав'янка-струмовик південна
Мурав'янка-струмови́к південна (Hypocnemoides maculicauda) — вид горобцеподібних птахів родини сорокушових (Thamnophilidae). Мешкає в Амазонії.

## Опис
Довжина птаха становить 12 см. Самці мають переважно сіре забарвлення, нижня частина тіла у них світліша, горло чорне, на спині малопомітна біла пляма. Покривні пера крил чорні, поцятковані трьома білими смугами, хвіст чорний, на кінці білий. Очі світло-сірі. У самиць нижня частина тіла біла, на грудях поцяткована сірими плямами. 

## Поширення і екологія
Південні мурав'янки-струмовики мешкають на сході Перу (на південь від Амазонки і  Мараньйону), в центральній і південно-східній Бразилії (від південно-західного Амазонаса і Акрі на схід до центральної і східної Пари і східного Мараньяну, на південь до Рондонії і південного Мату-Гросу) та на півночі Болівії. Вони живуть на болотах і в заболочених лісах, у вологих рівнинних тропічних лісах і вологих саванах, на берегах річок і озер. Зустрічаються на висоті до 500 м над рівнем моря. Часто приєднуються до змішаних зграй птахів. Живляться комахами і павуками, яких шукають в підліску і над водою, іноді слідкують за кочовими мурахами.